# Sinan Sofuoğlu
Sinan Sofuoğlu (* 15. Juli 1982 in Adapazarı; † 9. Mai 2008 in İzmit) war ein türkischer Motorradrennfahrer.
Sofuoğlu stammte aus einer Rennfahrerfamilie. Seine Brüder Bahattin (1978–2002) und Kenan waren ebenfalls Motorradrennfahrer. Kenan Sofuoğlu gewann zwischen 2007 und 2016 insgesamt fünfmal den Titel in der Supersport-Weltmeisterschaft.
Sinan Sofuoğlu begann seine Motorsportlaufbahn im Alter von 15 Jahren Rennen und gewann bis 2004 mehrere Meisterschaften. 2005 gewann er die türkische Superbike-Meisterschaft und nahm im Jahr 2006 mit einer Wildcard in der 250-cm³-Klasse am Großen Preis der Türkei im Rahmen der Motorrad-Weltmeisterschaft teil. Dabei belegte er auf einer Honda RS250R des Teams Wurth Honda BQR den 19. und letzten Platz.
Sofuoğlu verunglückte am 9. Mai 2008 im Training zu einem Lauf zur türkischen Meisterschaft auf der Rennstrecke des İzmit Körfez Circuit schwer und erlag noch am selben Tag im Klinikum der Kocaeli Üniversitesi den dabei erlittenen Verletzungen.